# Баргод
 Ба́ргод  (англ. Bargoed, валл. Bargod) — город в долине Римни на юге Уэльса, в городе-графстве Кайрфилли. Так называемый «Большой Баргойд» состоит из городов Баргод, Абербаргойд и поселка Гилфач. Суммарное население этих трех населенных пунктов составляет примерно 13 000 человек.

## История
Будучи изначально просто городком-ярмаркой, Баргод вырос в самостоятельный город с появлением там каменноугольной шахты в 1903 году. Шахта была закрыта в 1980-х, теперь на этом месте располагается городской парк.
Сегодня идет реконструкция городского центра, большое внимание уделяется программе улучшения объездной дороги.

## Спорт
- Марк Уильямс, известный игрок в снукер, регулярно тренируется в городском Снукер Холле в Баргоде.
- С 1882 года в городе существует регбийная команда «Bargoed RFC».